# Alónes (Réthymnon)
Alónes, en grec moderne : Αλώνες, est un village du dème de Réthymnon, en Crète, en Grèce. Selon le recensement de 2011, la population d'Alónes compte 35 habitants. Le village est situé à une altitude de 510 m et à 38 km de Réthymnon.